# Guillermo La Rosa
Guillermo Claudio La Rosa Laguna, né le 6 juin 1952 à Lima au Pérou, est un footballeur international péruvien, qui évoluait au poste d'attaquant.
Son frère cadet, Eugenio La Rosa, fut également international péruvien à la fin des annees 1980.

## Biographie

### Carrière en club
Guillermo La Rosa commence sa carrière au Porvenir Miraflores en 1971. Il passe au Defensor Lima en 1973 et devient champion du Pérou cette même année. Recruté par l'Alianza Lima en 1978, il se distingue lors de la Copa Libertadores 1978 en devenant le meilleur buteur de la compétition (huit buts marqués ex aequo avec l'Argentin Néstor Scotta (en)) à la fois qu'il est sacré à nouveau champion du Pérou en fin de saison. 
Dans les années 1980, La Rosa s'expatrie en Colombie. Il y a l'occasion d'être champion avec l'Atlético Nacional et l'América de Cali en 1981 et 1984, respectivement. Il termine sa carrière en 1988 au sein de la LDU Quito où il a l'honneur de devenir le premier joueur péruvien à y évoluer.

### Carrière en sélection
International péruvien, Guillermo La Rosa joue 39 matchs (pour 3 buts inscrits) entre 1975 et 1985. 
Il figure dans le groupe des sélectionnés lors des Coupes du monde de 1978 (cinq matchs disputés) et 1982 (trois matchs, un but marqué). Il prend part également à la Copa América de 1979.

#### Buts en sélection
| Buts en sélection de Guillermo La Rosa | Buts en sélection de Guillermo La Rosa | Buts en sélection de Guillermo La Rosa   | Buts en sélection de Guillermo La Rosa | Buts en sélection de Guillermo La Rosa | Buts en sélection de Guillermo La Rosa | Buts en sélection de Guillermo La Rosa |
|                                        | Date                                   | Lieu                                     | Adversaire                             | Score                                  | Résultat                               | Compétition                            |
| -------------------------------------- | -------------------------------------- | ---------------------------------------- | -------------------------------------- | -------------------------------------- | -------------------------------------- | -------------------------------------- |
| 1.                                     | 26 juillet 1981                        | Estadio El Campín, Bogota (Colombie)     | Colombie                               | 1-1                                    | 1-1                                    | QCM 1982                               |
| 2.                                     | 23 août 1981                           | Estadio Centenario, Montevideo (Uruguay) | Uruguay                                | 0-1                                    | 1-2                                    | QCM 1982                               |
| 3.                                     | 22 juin 1982                           | Estadio Riazor, La Corogne (Espagne)     | Pologne                                | 1-5                                    | 1-5                                    | CM 1982                                |

## Palmarès

### En club

#### Au Pérou
| Defensor Lima - Championnat du Pérou (1) : - Champion : 1973. |  | Alianza Lima - Championnat du Pérou (1) : - Champion : 1978. - Copa Libertadores : - Meilleur buteur : 1978 (8 buts, ex aequo avec Néstor Scotta (en)). |

#### En Colombie
| Atlético Nacional - Championnat de Colombie (1) : - Champion : 1981. |  | América de Cali - Championnat de Colombie (1) : - Champion : 1984. |

### En sélection
Pérou (amateur)
- Jeux bolivariens (1) :
  - Vainqueur : 1973[3].
  - Meilleur buteur : 1973 (11 buts)[3].